# Literaturjahr 1855
Liste der Literaturjahre

◄◄ | ◄ | 1851 | 1852 | 1853 | 1854 | Literaturjahr 1855 | 1856 | 1857 | 1858 | 1859 | ► | ►►

Weitere Ereignisse
Dieser Artikel behandelt das Literaturjahr 1855.

## Ereignisse

### Prosa

#### Deutschsprachige Literatur

Titelblatt des Erstdruckes

- Juli/August: Im Morgenblatt für gebildete Stände erscheint die Künstlernovelle Mozart auf der Reise nach Prag von Eduard Mörike. Die Buchausgabe erscheint erstmals im November – datiert anlässlich von Mozarts 100stem Geburtstag auf 1856.
- Der Roman Soll und Haben von Gustav Freytag erscheint. Er gehört zu den meistgelesenen Romanen des 19. Jahrhunderts und ist ein Vertreter des bürgerlichen Realismus.
- Theodor Storm veröffentlicht die Novelle Angelica.

#### Englischsprachige Literatur

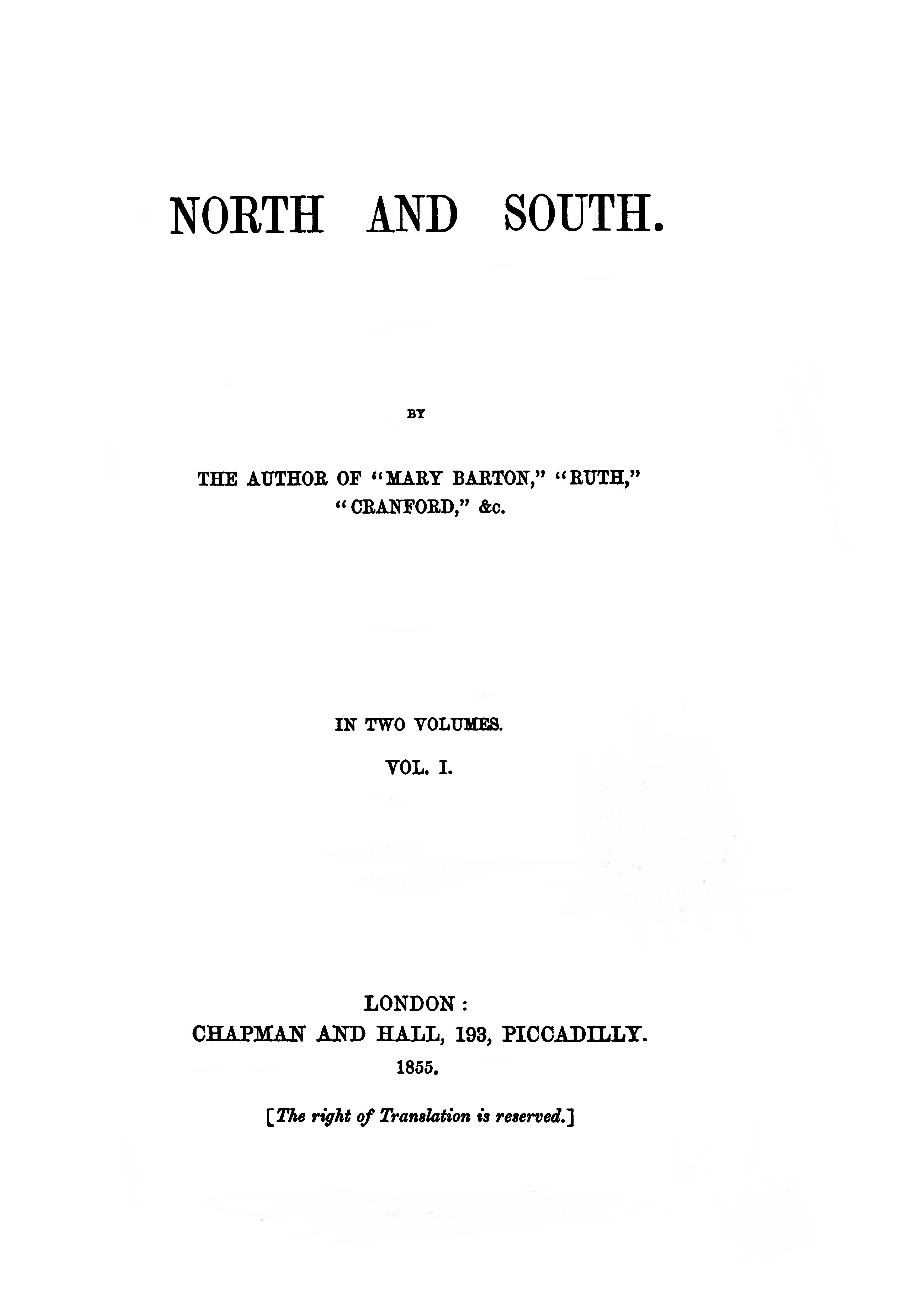
Titelblatt der Erstausgabe

- ab Januar: Nachdem der letzte Teil der Fortsetzungsgeschichte North and South von Elizabeth Gaskell in der von Charles Dickens herausgegebenen Zeitschrift Household Words erschienen ist, wird der Roman in zwei Teilen erstmals auch als Buchausgabe herausgegeben.
- Thomas Bulfinch veröffentlicht in Boston The Age of Fable: Or, Stories of Gods and Heros.

#### Französischsprachige Literatur
- April/Mai: Jules Verne veröffentlicht seine Kurzgeschichte Un hivernage dans les glaces (Eine Überwinterung im Eis) in zwei Teilen in der Zeitschrift Musée des familles.
- Von Gérard de Nerval erscheint postum Aurélia ou le Rêve et la Vie.

#### Slawische Literatur
- Lew Tolstoi veröffentlicht den Sewastopol-Zyklus, drei narrative Berichte über seine zunächst enthusiastische Teilnahme am Krimkrieg. Die Erzählungen Sewastopol im Dezember 1854, Sewastopol im Mai 1855  und Sewastopol im August 1855 erscheinen in der von Alexander Puschkin mitgegründeten Zeitschrift Sowremennik (Der Zeitgenosse). Von Tolstoi erscheint ebenfalls die Erzählung Der Holzschlag.
- Von Božena Němcová erscheint der Roman Die Großmutter.

### Lyrik
- 4. Juli: Walt Whitman veröffentlicht im Selbstverlag die Erstauflage seines Hauptwerkes Leaves of Grass (Grashalme). Die erste Auflage beinhaltet zwölf Gedichte. In weiteren Auflagen wird das Werk bis 1892 auf über 400 Gedichte erweitert.
- 10. November: Das epische Gedicht The Song of Hiawatha (Das Lied von Hiawatha) von Henry Wadsworth Longfellow erscheint.

### Drama
- Das Theaterstück Ein Monat auf dem Lande von Iwan Turgenjew wird in dem St. Petersburger Literaturmagazin Sowremennik veröffentlicht.
- Franz von Pocci verfasst Kasperl als Professor. Ein philosophisches Lustspiel sowie Die Prüfung. Ein beispielloses Spektakelstück und Kasperl in China.
- Johann Nestroy verfasst die Posse mit Gesang in Drey Acten „Nur keck!“, die zu seinen Lebzeiten jedoch nicht aufgeführt wird.

### Märchen
- Von Hans Christian Andersen erscheint das Kunstmärchen Klods-Hans.

### Periodika
- 16. März: In Gotha gründet August Petermann die älteste deutschsprachige Fachzeitschrift der Geographie, Petermanns Geographische Mitteilungen.
- 29. Juni: Die britische Tageszeitung The Daily Telegraph erscheint in London zum ersten Mal.

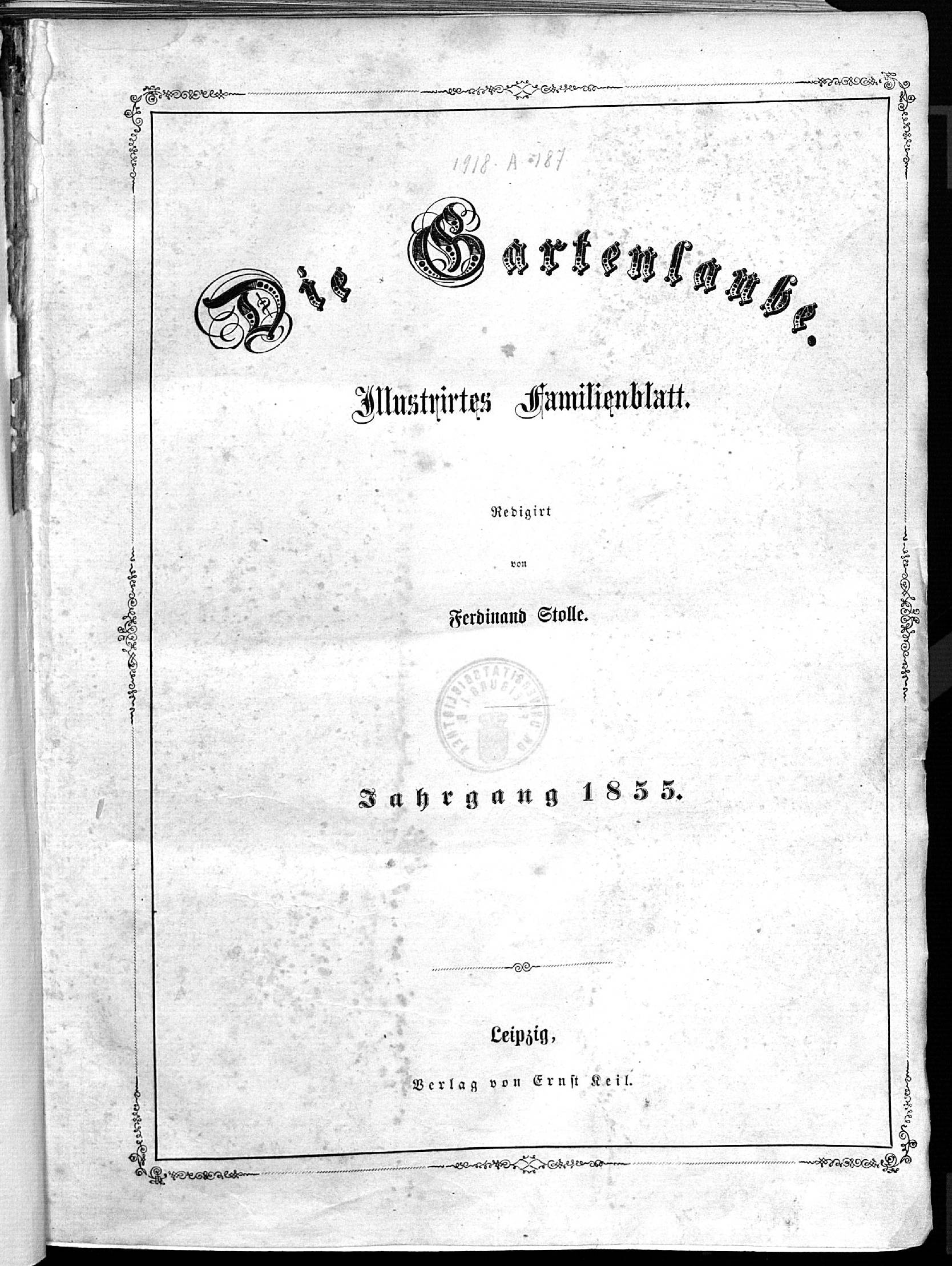
Die Gartenlaube 1855

### Religiöse Werke
- August: Die erste CVJM-Weltkonferenz in Paris veröffentlicht die Pariser Basis als Grundlage seiner Arbeit.
- 5. November: Die Enzyklika Optime noscitis richtet Papst Pius IX. an das österreichische Episkopat. Er legt unter anderem darin den Kirchenvertretern pastorale Pflichten zur gedeihlichen Zusammenarbeit mit den Regierungen auf.

## Geboren
- 30. Januar: Howard O. Sturgis, britischer Schriftsteller († 1920)
- 31. Januar: Otto Ehrenfried Ehlers, deutscher Forschungsreisender und Schriftsteller († 1895)
- 14. Februar: Wsewolod Michailowitsch Garschin, russischer Schriftsteller († 1888)
- 18. Februar: Adolf Frey, Schweizer Schriftsteller und Literaturhistoriker († 1920)

- 5. März: Friedrich J. Pajeken, deutscher Kaufmann und Schriftsteller († 1920)
- 6. März: Walter Friedensburg, deutscher Archivar und Historiker († 1938)
- 7. März: Karl von den Steinen, deutscher Mediziner, Ethnologe und Schriftsteller († 1929)
- 24. März: Olive Schreiner, südafrikanische Schriftstellerin († 1920)

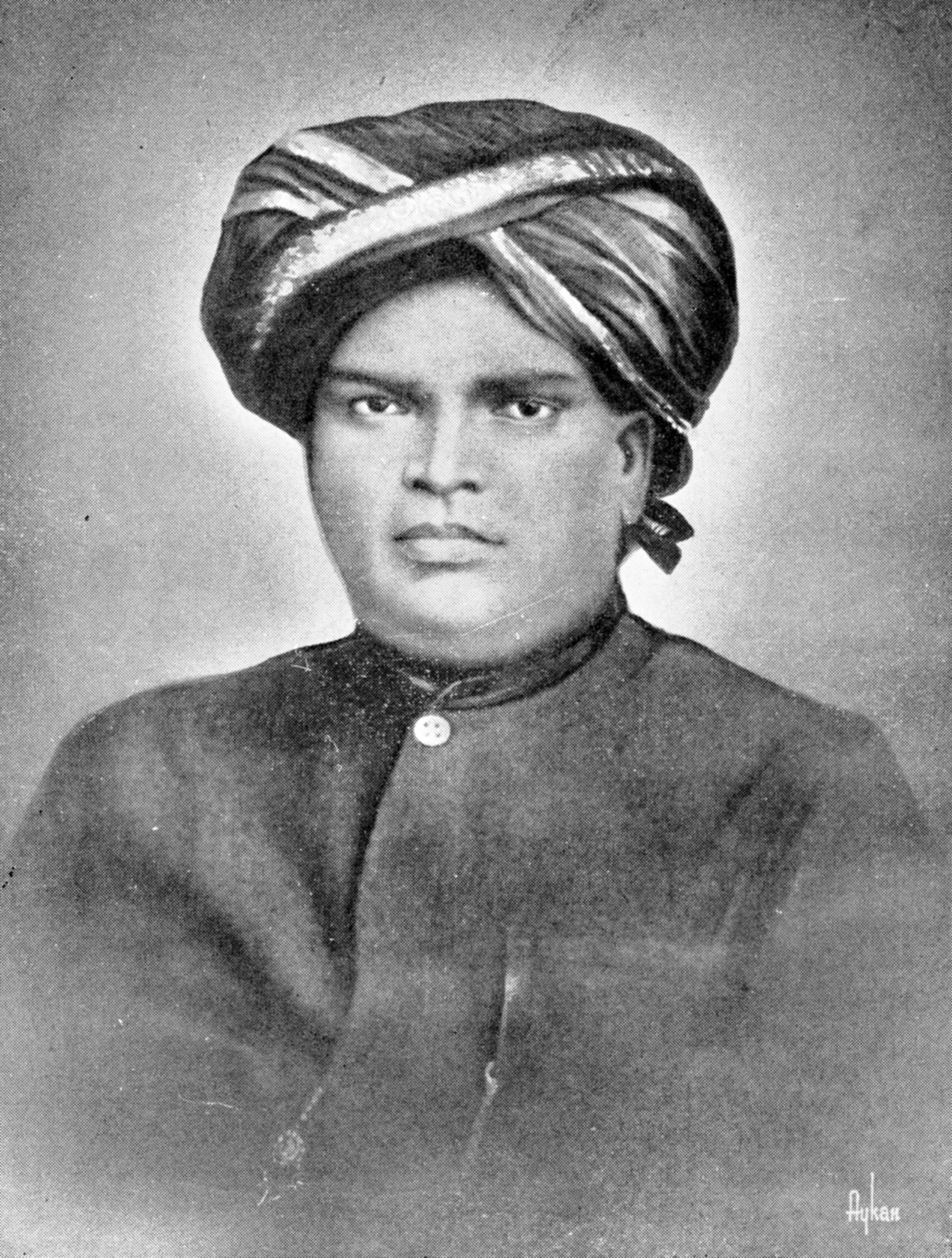
Perumal Sundaram Pillai

- 5. April: P. Sundaram Pillai, tamilisch-indischer Philosoph, Archäologe, Schriftsteller und Literaturwissenschaftler († 1897)
- 14. April: Heinrich Bandlow, deutscher Pädagoge und Autor († 1933)
- 15. April: Jakob Minor, österreichischer Literaturwissenschaftler († 1912)
- 23. April: Ernst von Wolzogen, deutscher Schriftsteller († 1934)

- 14. Mai: Eduard von Keyserling, deutscher Schriftsteller und Dramatiker († 1918)
- 21. Mai: Émile Verhaeren, belgischer Dichter († 1916)
- 24. Mai: Florence Dixie, britische Reisende und Schriftstellerin († 1905)
- 30. Mai: Georg Schaumberg, deutscher Schriftsteller († 1931)

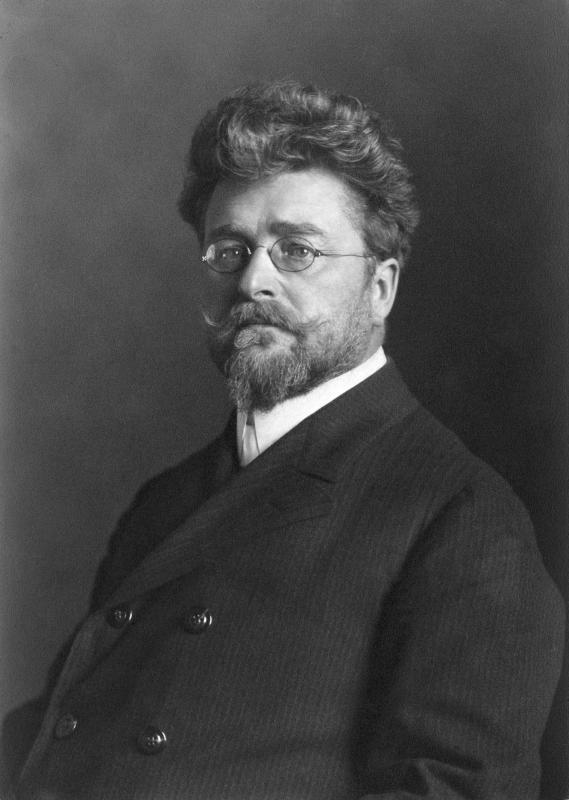
Ludwig Ganghofer

- 7. Juli: Ludwig Ganghofer, deutscher Schriftsteller († 1920)
- 15. August: Walter Hines Page, US-amerikanischer Journalist, Verleger und Diplomat († 1918)

- 9. September: Houston Stewart Chamberlain, englisch-deutscher Schriftsteller und Kulturphilosoph († 1927)
- 12. September: William Sharp, schottischer Schriftsteller († 1905)
- 17. September: Marie zur Megede, deutsche Schriftstellerin († 1930)
- 25. September: Aeba Kōson, japanischer Schriftsteller und Theaterkritiker († 1922)

- 12. Oktober: August Sauer, österreichischer Literaturwissenschaftler († 1926)
- 20. November: Emilie Mataja, österreichische Schriftstellerin des Realismus († 1938)

- 8. Dezember: Wladimir Alexejewitsch Giljarowski, russischer Publizist und Schriftsteller († 1935)
- 30. Dezember: Heinrich Hart, deutscher Schriftsteller und naturalistischer Literatur- und Theaterkritiker († 1906)
- 31. Dezember: Giovanni Pascoli, italienischer Dichter († 1912)

## Gestorben
- 26. Januar: Gérard de Nerval, französischer Schriftsteller (* 1808)
- 15. März: Joseph von Laßberg, deutscher Germanist und Schriftsteller (* 1770)
- 31. März: Charlotte Brontë, britische Schriftstellerin (* 1816)

- 3. Juni: Christoph Cölestin Mrongovius, preußischer evangelischer Pastor, Schriftsteller, Philosoph, Sprachwissenschaftler, Lehrer und Übersetzer (* 1764)
- 24. Juni: Johann Gottfried Flügel, deutscher Philologe und Lexikograf und Autor (* 1788)
- 29. Juni: Delphine Gay, französische Dichterin (* 1804)
- 12. Juli: Karl Spindler, deutscher Romanschriftsteller (* 1796)

- 1. September: Bernhard Thiersch, deutscher Gymnasiallehrer und Dichter des Preußenliedes (* 1794)
- 29. Oktober: Gottfried Duden, deutscher Schriftsteller (* 1785)

- 3. November: Hermann Franck, deutscher Schriftsteller, Ästhetiker und Kritiker (* 1802)
- 6. November: Johann Gottfried Abraham Frenzel deutscher Maler, Kupferstecher und Kunst-Schriftsteller (* 1782)
- 19. November: Mihály Vörösmarty, ungarischer Dichter, Redakteur und Übersetzer (* 1800)
- 26. November: Adam Mickiewicz, polnischer Dichter (* 1798)